# Lilla Berkegöl
Lilla Berkegöl är en sjö i Nybro kommun i Småland och ingår i Alsteråns huvudavrinningsområde.